# Сольдано
Сольдано (італ. Soldano, ліг. O Saudan) — муніципалітет в Італії, у регіоні Лігурія,  провінція Імперія.
Сольдано розташоване на відстані близько 450 км на північний захід від Рима, 125 км на південний захід від Генуї, 32 км на захід від Імперії.
Населення — 995 осіб (2014).
Щорічний фестиваль відбувається 24 червня. Покровитель — святий Іван Хреститель.

## Демографія
Населення за роками:

Станом на 1 січня 2023 року в муніципалітеті офіційно проживало 106 іноземців з 18 країн, серед них 41 громадянин країн Євросоюзу та 7 громадян України.

## Сусідні муніципалітети
- Перинальдо
- Сан-Б'яджо-делла-Чима
- Валлебона